# 王納講
王納講（1512年—？），字亦頤，廣西柳州府融縣人，民籍，明朝政治人物。

## 生平
嘉靖十九年（1540年）庚子科廣西鄉試第七名舉人。嘉靖二十九年（1550年）中式庚戌科會試第三百六名，三甲第二百一十二名進士。授行人，嘉靖三十七年九月选授貴州道试監察御史，三十八年四月实授，四十一年（1562年）任两淮巡盐御史，二月因劾奏淮扬兵备副使姜廷颐 心术险诈，不堪宪职，吏部以其弹劾失实，出为云南按察司佥事。五月给事中沈淳等奏纳讲尝向廷颐索贿不得，因而论之，纳讲仍以御史降二级调外任。

## 家族
曾祖王暉，所吏目；祖父王宏德，巡檢；父王儒，通判。前母李氏；嫡母吳氏；生母劉氏。慈侍下。兄王納言（正德丁卯貢士）、王納議（教谕）。